# Langen (Fehrbellin)

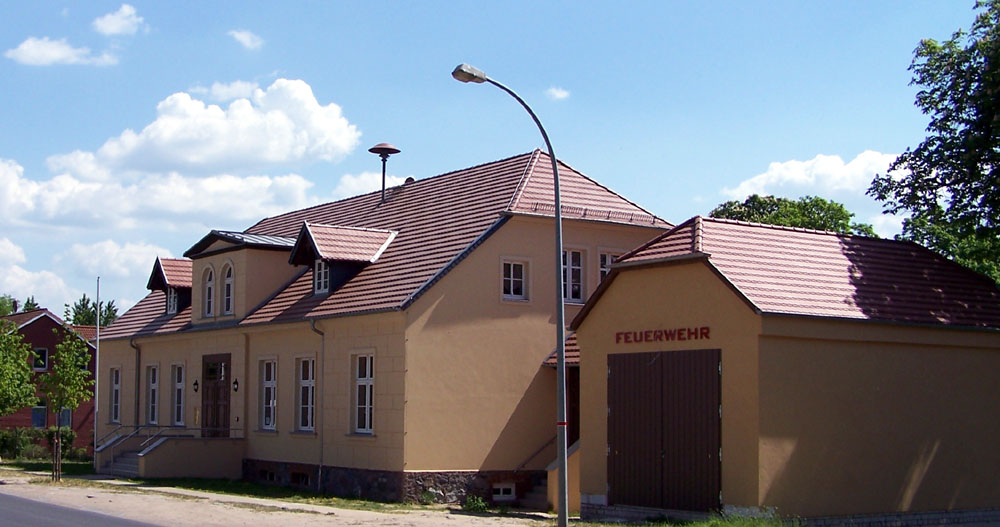
Gemeindehaus von Langen

Langen ist ein typisches lang gezogenes Straßendorf mit rund 500 Einwohnern und Ortsteil der Gemeinde Fehrbellin im Landkreis Ostprignitz-Ruppin, Brandenburg.
Der Ort liegt nordöstlich von Fehrbellin. Erstmals wurde der Ort 1291 urkundlich erwähnt. Der Name stammt vom slawischen Wort lag für sumpfiges Gelände ab. Markant und von weitem sichtbar ist die Backsteinkirche von 1855. Sie bildet den Mittelpunkt der Gemeinde.

## Geografie

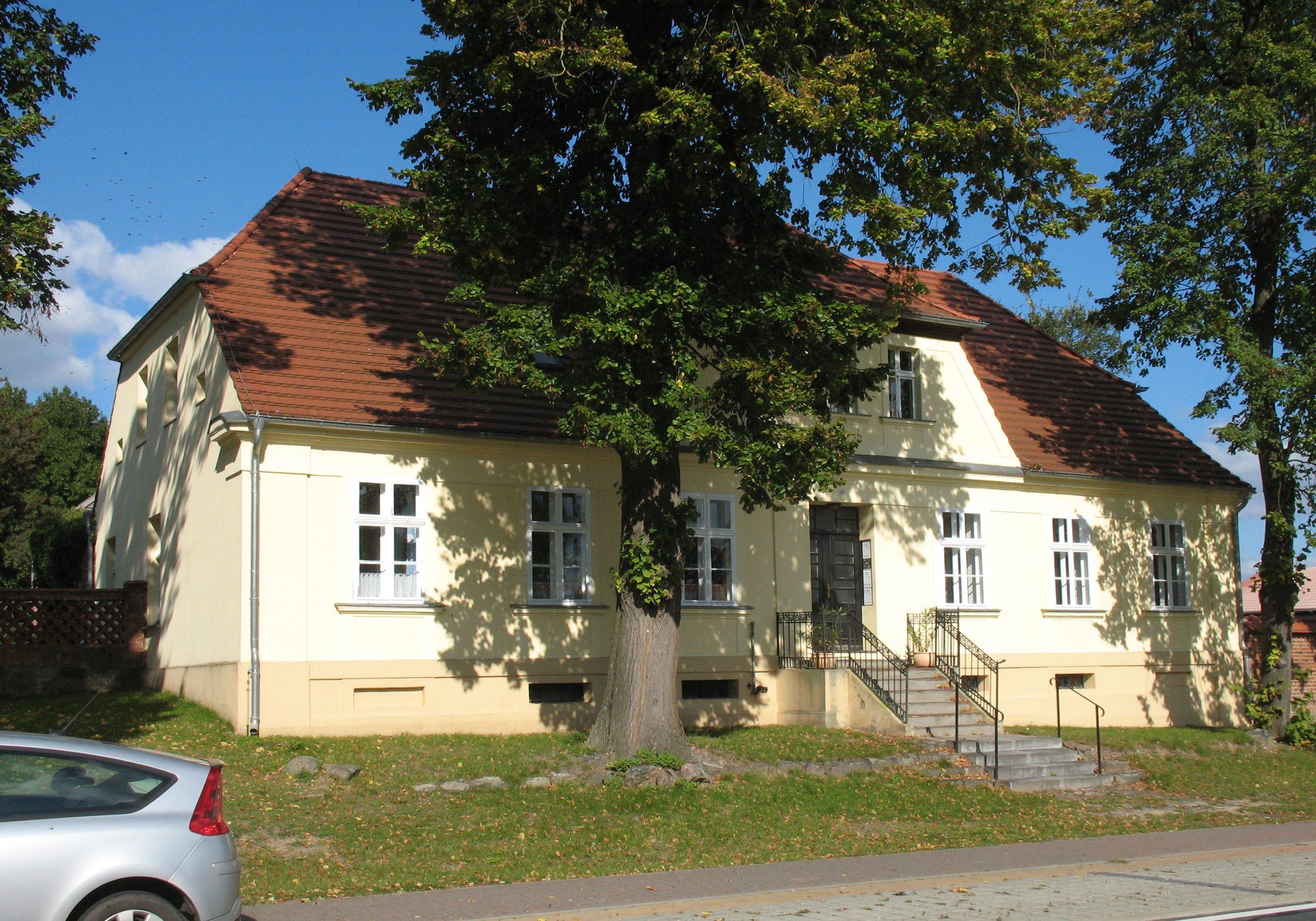
Pfarrhaus

Unweit der A 24 liegt der Ort im Ruppiner Land, zwischen Fehrbellin und dem Ruppiner See.
In den Wanderungen durch die Mark Brandenburg beschreibt Theodor Fontane dieses Land als „eins von den stillen in unsrer Provinz, die Eisenbahn streift es kaum, und die großen Fahrstraßen laufen nur eben an seiner Grenze hin; aber die stillste Stelle dieses stillen Landes ist doch das Ostufer des schönen Sees, der den Mittelpunkt unserer Grafschaft bildet und von ihr den Namen trägt. Durchreisende gibt es hier nicht, und jeder, dem man begegnet, der ist hier zu Haus; kein anderer Verkehr als der der Dörfer untereinander …“

## Geschichte
Der Ort wurde als „Villa Langen“ erstmals 1291 urkundlich erwähnt. Der Name bedeutet „Ort im sumpfigen Gelände“, was auf die Nähe zum Rhinluch zurückzuführen ist. Um 1490 war Langen ein Teil der im Kern reichsunmittelbaren Herrschaft Ruppin unter der Landesherrschaft der Grafen von Lindow-Ruppin.
Bis 1687 besaß hier die Familie von Zieten zu Wildberg und Langen einen Rittersitz.
1638 brannten kaiserliche Truppen das Dorf samt Zietens Rittersitz nieder. 1665 brannten die Kirche und ein Teil des Dorfes ab.
Ab der zweiten Hälfte des 18. Jahrhunderts war unter den Gutsherren von der Hagen der Ausbau des Dorfes erfolgt. Dank des Torfabbaus seit dem Ende des 18. Jahrhunderts erlebte Langen eine wirtschaftliche Blüte. Im Jahr 1858 verzeichnet die Gemeinde 650 Einwohner. In dieser Zeit entstand auch der stattliche Neubau der Dorfkirche.
Nach dem Zweiten Weltkrieg wurde die Bodenfläche auf 57 Siedler aufgeteilt.
1958 entstand die LPG „Glückauf“.
1960 dann eine weitere LPG sowie das VEG Langen/Zietenhorst mit 539 ha Nutzfläche.
Langen stellt sich heute als breites Straßendorf mit locker gereihten Höfen dar. Der historische Kern konzentriert sich um den Bereich der Kirche, des Pfarrhauses und des ehemaligen Gutsgebäudes in der Mitte des Dorfes.
Langen wurde am 26. Oktober 2003 nach Fehrbellin eingemeindet.

## Politik

### Wappen
Blasonierung: „In Silber auf grünem Schildfuß ein dreiteiliges rotes Torgebäude mit größerem Mittelbau und drei offenen Rundbogentoren, flankiert von vier Türmchen mit schwarz beknauften Spitzdächern; das mittlere Tor und der Schildfuß belegt mit einem aufrechten Spaten in verwechselten Farben.“
Das Wappen wird als Ortssymbol mit privatrechtlicher Bedeutung geführt. Es wurde vom Heraldiker Frank Diemar gestaltet.

### Flagge
Die Flagge ist Grün-Weiß gestreift mit dem in der Mitte aufgelegten Ortswappen.

### Ortspartnerschaften
Langen pflegt Partnerschaften mit Langen bei Bremerhaven und Langen in Hessen.

## Sehenswürdigkeiten

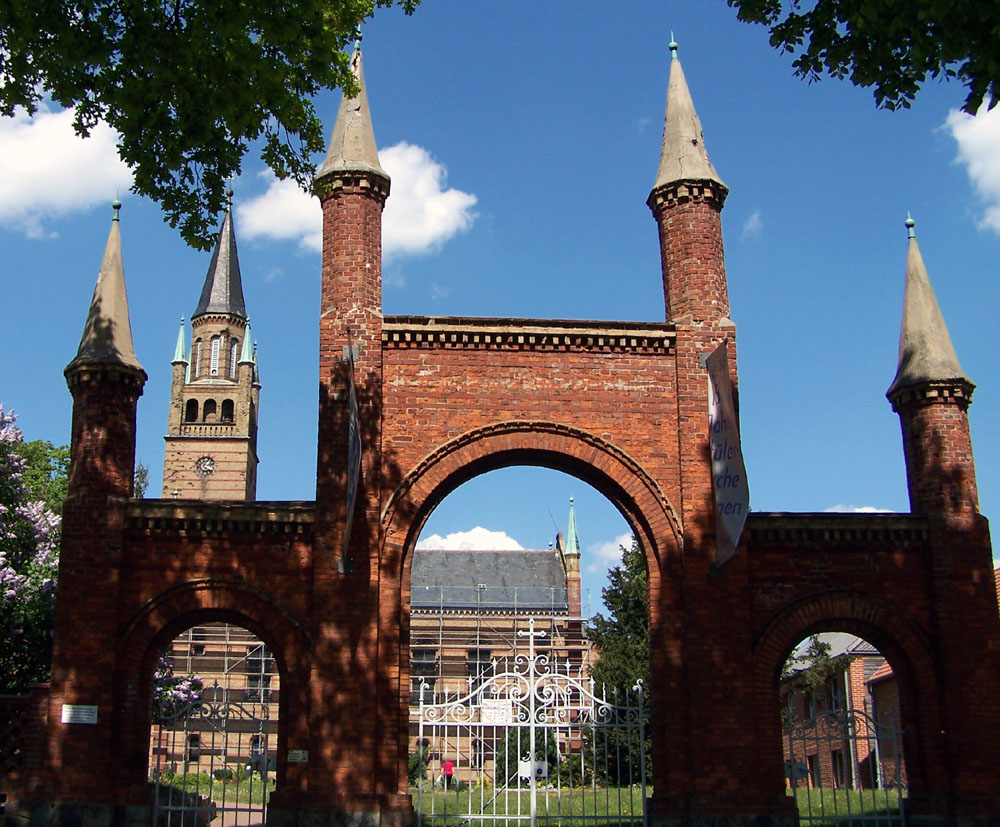
„Stüler“-Kirche Langen mit Torbogen

### Die Dorfkirche Langen
- Die „im italienisch-romanisierenden Stil des Stüler-Umkreises“[3] errichtete Dorfkirche steht etwa in der Ortsmitte weit zurückgesetzt am nördlichen Ende des leicht ansteigenden Kirchenhofs. Durch die erhöhte Lage entfaltet sie weitreichende Blickbeziehungen über dem Rhinluch.

## Theodor Fliedner-Stiftung

Theodor Fliedner Stiftung in Langen

Die Theodor Fliedner Stiftung Brandenburg ist eine Tochter der gleichnamigen Stiftung mit Sitz in Mülheim an der Ruhr. Sie unterhält Wohnstätten, Wohngruppen und ambulante Betreuungsformen für Menschen mit geistiger und mehrfacher Behinderung sowie für chronisch psychisch kranke Menschen. Sie wurde 1991 gegründet und arbeitet weitestgehend unabhängig.
Seit 2005 unterhält die Stiftung auf dem Grundstück des alten Pfarrhauses in Langen eine Wohnstätte.
Seit August 2007 wird im ehemaligen Pfarrhaus ambulant unterstütztes Wohnen für Menschen mit Behinderung angeboten.

## Vereine
- In Langen gibt es den Fußballverein Langener SV 02 (gegründet 1902), der zu seinen Heimspielen bis zu 200 Zuschauer anzieht.
- 1997 gründete sich der Förderverein Stüler-Kirche e. V., der sich die Erhaltung und Restaurierung zum Ziel gesetzt hat.
- Der zweitgrößte Verein ist der Langener Anglerverein e.V, mit ca. 50 Mitgliedern. Seit 2004 findet alljährlich im Sommer das Fischerfest für das ganze Dorf statt.

## Fotos

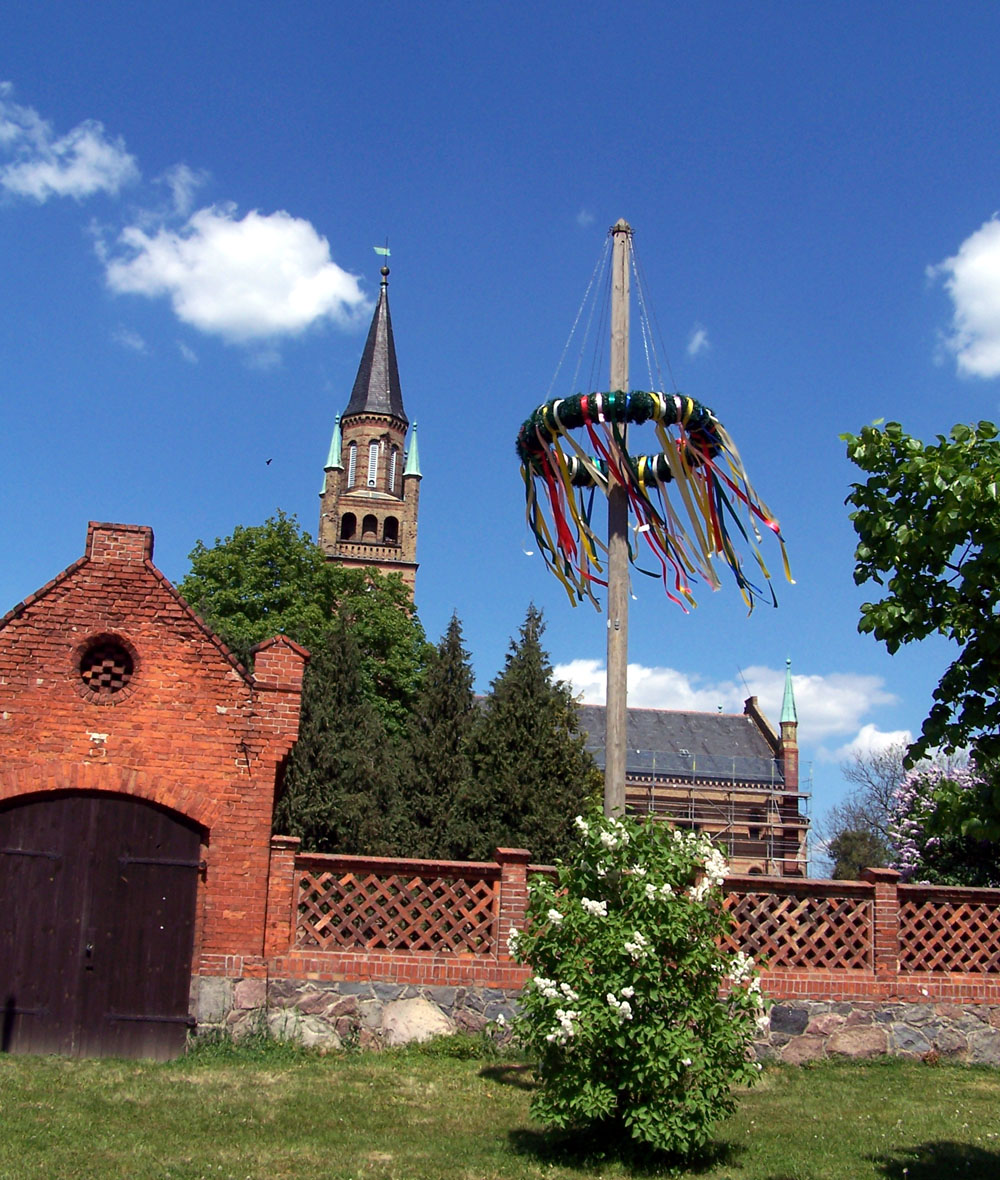
Maibaum auf dem Kirchberg
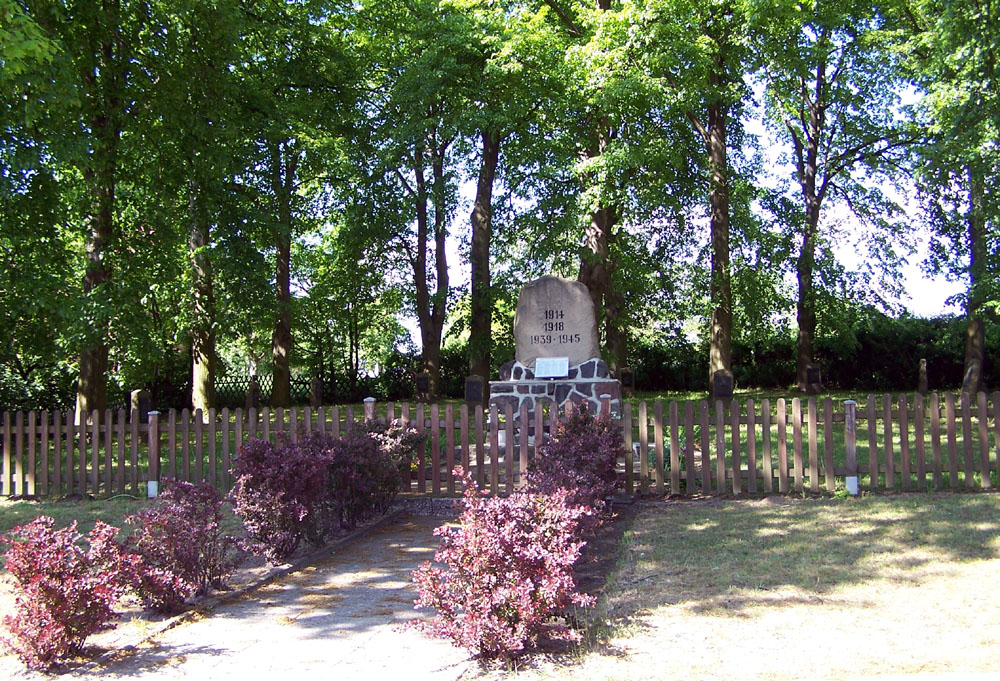
Ehrenfriedhof
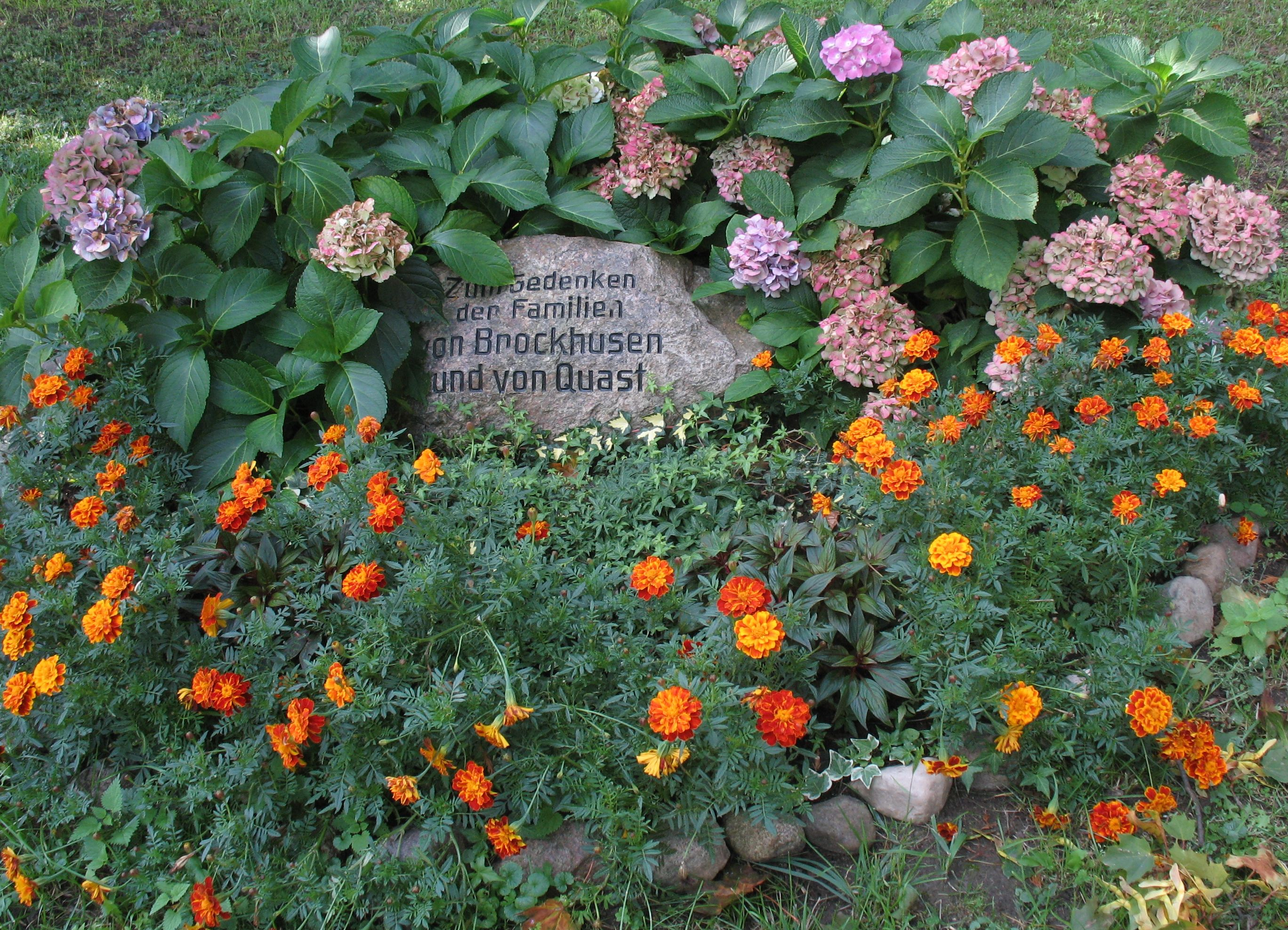
Quast-Gedenkstein
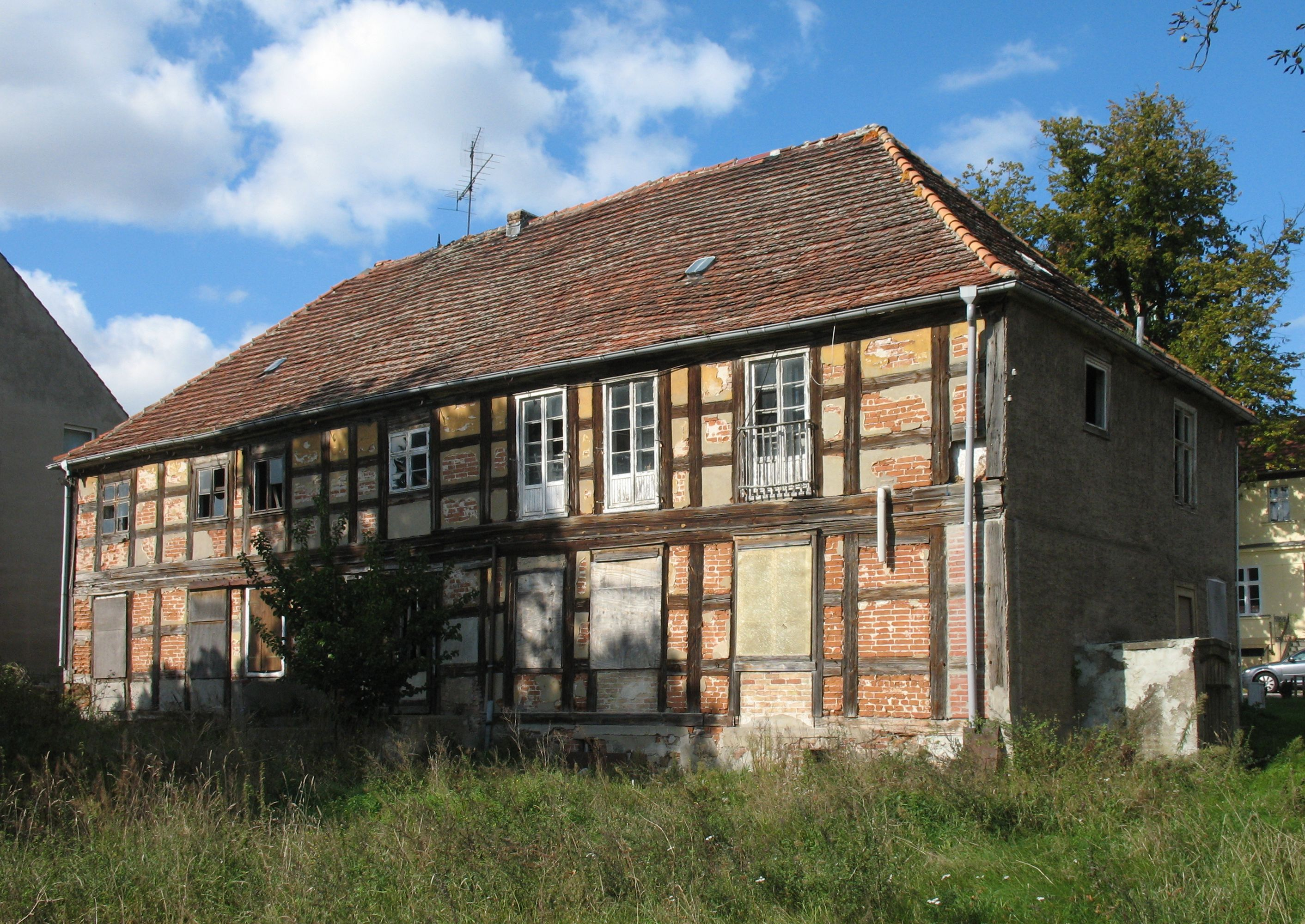
Gutsgebäude